# Précorbin
Précorbin est une ancienne commune française du département de la Manche et de la région Normandie, devenue le 1er janvier 2016 une commune déléguée au sein de la commune nouvelle de Saint-Jean-d'Elle.
Elle est peuplée de 526 habitants.

## Géographie
La commune est en pays saint-lois, dans le canton de Torigni-sur-Vire. Son bourg est à 6,5 km au nord de Torigni-sur-Vire, à 11 km à l'est de Saint-Lô et à 13 km à l'ouest de Caumont-l'Éventé.
Le bourg est entre les deux carrefours des routes départementales no 59 et no 259 qui y ont une partie commune. La D 55 mène au nord-ouest à Saint-Jean-des-Baisants et au sud à Torigni-sur-Vire. Au sud-ouest, la D 259 permet de rejoindre Condé-sur-Vire et au nord-est retrouve la D 11 Saint-Lô - Caumont-l'Éventé — qui limite le territoire au nord — à Rouxeville. L'accès à l'A84 est à Guilberville (échangeur 40) à 15 km au sud.
Précorbin est dans le bassin de la Vire, par son affluent le ruisseau de Précorbin qui prend sa source au nord du territoire et en sort au sud-ouest. Plusieurs de ses affluents collectent les eaux communales.
Le point culminant (215 / 216 m) se situe en limite nord-ouest, sur la départementale 11, près du bourg de Saint-Jean-des-Baisants. Le point le plus bas (49 m) correspond à la sortie du ruisseau de Précorbin du territoire, à l'ouest. La commune est bocagère.
La commune est composée du bourg principal (Précorbin) et de plusieurs hameaux : le Mont Canel, le Sitier, l'Hôtel Hélard, la Goutelle, la Rougerie, la Sablonnière, l'Eurière, le Manoir, la Garderie, le Hameau Rethel, le Hameau Baley, la Pallière, le Hamel au Mière, le Val Durand, le Hameau l'Honoré, la Mérannière, les Hauts Vents, le Hameau du Moulin, la Forge, Vaudry, le Tonnerre, Vaulaville, Besnerie, la Paturerie, le Calenge, le Hameau Feret, le Mesnil Reine, les Hauts Vents (un second hameau porte ce même toponyme), la Petite Campagne, la Maison du Bois.
| Saint-Jean-des-Baisants              | Saint-Jean-des-Baisants, Rouxeville | Rouxeville  |
| Saint-Jean-des-Baisants              | Précorbin                           | Rouxeville  |
| Saint-Jean-des-Baisants, Saint-Amand | Saint-Amand                         | Lamberville |

## Toponymie
Le nom de la localité est attesté sous la forme Pratum Corbini sans date.
Le nom de « Précorbin » serait apparu en 1316.[réf. souhaitée]
De la langue d'oïl pré et Corbin.
Le gentilé est Praticorbinien.

## Histoire

### Origine
Une donation aurait été faite par un certain Robert de Prato Corbini, d'un pré ayant appartenu à un sieur Corbin (Pratum Corbini). Les origines de Saint-Aubin de Précorbin dateraient du milieu du XIIe siècle : Ravenne Tassel donna la chapelle de Précorbin à l'abbaye Sainte-Croix de Saint-Lô, la chapelle seigneuriale serait alors devenue paroissiale[réf. souhaitée]. La paroisse eut comme seigneur au XVIe siècle Jean Moisson, fils de Jean qui avait épousé en 1516 Gilette de Brébeuf († 1569). Le titre sera porté jusqu'à Jeanne de Foulognes de Précorbin († 1820).
La Révolution de 1789 supprima les structures paroissiales. Avec la loi des 14 décembre et 22 décembre 1789, l'Assemblée constituante dote la France de ses nouvelles institutions locales, notamment les communes. Les registres des baptêmes, mariages et sépultures qui étaient tenus par les prêtres sont remis, en 1791 à M. Jean Divrande, agent municipal, membre du conseil général de la commune, élu pour dorénavant tenir les registres de l'état civil, et y inscrire les naissances, mariages et décès. Actuellement, les registres de l'État civil remontent jusqu'à 1813, et peuvent être consultés après 100 ans.

## Politique et administration

### Tendances politiques et résultats
- Les électeurs de la commune placent Marie-Pierre Fauvel et Michel de Beaucoudrey (Divers droite) en tête au premier et au second tour des élections départementales de 2015[9].
- Les électeurs de la commune placent Nicolas Mayer-Rossignol (Liste d'Union de la gauche) en tête au premier tour des élections régionales 2015[10] et Hervé Morin (Liste d'Union de la droite) en tête au second tour.

### Administration municipale
| Période                                                                                     | Période       | Identité            | Étiquette | Qualité  |
| ------------------------------------------------------------------------------------------- | ------------- | ------------------- | --------- | -------- |
| 1793                                                                                        | 1794          | Jean Divrande       |           |          |
| 1794                                                                                        | 1798          | Jacques Isabel      |           |          |
| 1798                                                                                        | 1798          | Pierre Godey        |           |          |
| 1799                                                                                        | 1800          | Robert Eury         |           |          |
| 1800                                                                                        | 1815          | Guillaume Le Poupet |           |          |
| 1815                                                                                        | 1815          | Robert Aze          |           |          |
| 1815                                                                                        | 1830          | Guillaume Le Poupet |           |          |
| 1830                                                                                        | 1874          | René Saffray        |           |          |
| 1874                                                                                        | 1875          | Pierre Pain         |           |          |
| 1875                                                                                        | 1884          | Isidore Desmeules   |           |          |
| 1884                                                                                        | 1908          | Louis Pasturel      |           |          |
| 1908                                                                                        | 1909          | Désiré Porcher      |           |          |
| 1909                                                                                        | 1912          | Charles Mariette    |           |          |
| 1912                                                                                        | 1919          | Pierre Lavieille    |           |          |
| 1919                                                                                        | 1925          | Yzabel Toussaint    |           |          |
| 1925                                                                                        | 1941          | René Canivet        |           |          |
| 1941                                                                                        | 1961          | Alfred Saffray      |           |          |
| 1961                                                                                        | 1977          | Marcel Marie        |           |          |
| 1977                                                                                        | 1983          | André Morel         |           |          |
| 1983                                                                                        | 1987          | Jean Levillain      |           |          |
| 1987                                                                                        | 1989          | André Bunel         |           |          |
| 1989                                                                                        | mars 2014     | Étienne Delafosse   | SE        |          |
| mars 2014                                                                                   | décembre 2015 | Michel Laisney      | SE        | Retraité |
| Une partie des données est issue d'une liste établie par Jean Pouëssel et Maurice Leplatois |               |                     |           |          |

Le conseil municipal était composé de quinze membres dont le maire et deux adjoints.
| Période      | Période  | Identité       | Étiquette | Qualité                |
| ------------ | -------- | -------------- | --------- | ---------------------- |
| janvier 2016 | mai 2020 | Michel Laisney | SE        | Retraité               |
| mai 2020     | En cours | Jérôme Lebas   | SE        | Dessinateur industriel |

## Démographie
En 2021, la commune comptait 526 habitants. Depuis 2004, les enquêtes de recensement dans les communes de moins de 10 000 habitants ont lieu tous les cinq ans (en 2007, 2012, 2017, etc. pour Précorbin) et les chiffres de population municipale légale des autres années sont des estimations.
Précorbin a compté jusqu'à 661 habitants en 1806.
| 1793 | 1800 | 1806 | 1821 | 1831 | 1836 | 1841 | 1846 | 1851 |
| ---- | ---- | ---- | ---- | ---- | ---- | ---- | ---- | ---- |
| 541  | 606  | 661  | 576  | 587  | 566  | 568  | 576  | 501  |

| 1856 | 1861 | 1866 | 1872 | 1876 | 1881 | 1886 | 1891 | 1896 |
| ---- | ---- | ---- | ---- | ---- | ---- | ---- | ---- | ---- |
| 508  | 488  | 459  | 466  | 518  | 517  | 513  | 466  | 467  |

| 1901 | 1906 | 1911 | 1921 | 1926 | 1931 | 1936 | 1946 | 1954 |
| ---- | ---- | ---- | ---- | ---- | ---- | ---- | ---- | ---- |
| 433  | 384  | 390  | 349  | 365  | 402  | 390  | 350  | 345  |

| 1962 | 1968 | 1975 | 1982 | 1990 | 1999 | 2007 | 2011 | 2016 |
| ---- | ---- | ---- | ---- | ---- | ---- | ---- | ---- | ---- |
| 326  | 343  | 370  | 441  | 463  | 428  | 511  | 526  | 524  |

| 2019 | - | - | - | - | - | - | - | - |
| ---- | - | - | - | - | - | - | - | - |
| 519  | - | - | - | - | - | - | - | - |

## Lieux et monuments
- Église Saint-Aubin puis Sainte-Anne (XVIIe, XVIIIe – XIXe siècles) contenant une statue de saint Julien en guerrier du XVIe classé en 1975 au titre objet aux monuments historiques[21]. Elle abrite également un maître-autel à tombeau galbé du XIXe, un tableau l'Assomption du XIXe, les statues éducation de la Vierge, saint Aubin évêque et sainte Anne (XIXe). Placée sous le patronage de saint Aubin puis de sainte Anne, elle a été bâtie en quatre fois. La tour, partie la plus ancienne, date des alentours de 1689 et renferme trois cloches qui, aujourd'hui, sont électrifiées, et carillonnent à toutes les cérémonies. Elles furent baptisées le lundi de Pentecôte 1851 :
  - la grosse, nommée Agathe Annie par Agathe Le Poupet et Michel Bauquet de Grandval, ses donateurs ;
  - les deux autres offertes par les habitants : la petite, Euphrasie Renée, par Euphrasie Godey et M. Saffray ; la seconde, Rose Françoise, par Léopold Régnault de Bouttemont et Marie Varin de la Brunelière, son épouse.

La sacristie, sise au chevet de l'église, avec sa forme en trapèze, remonte à 1764. Le chœur a été bâti vers 1846, à l’époque du curé Barbenchon et de M. Saffray, maire. La nef : l'ancienne, construite à l’époque du curé Gilles de la Brosse en 1733, menaçant ruine, le curé Dominique Adelée et M. Pasturel, maire, la firent reconstruire en 1895 (aidés par des dons de la famille Le Poupet et de Foulognes). Les quatre travées bien régulières sont percées de fenêtres ogivales simulant le roman, le maître-autel du XIXe, au retable à quatre pilastres cannelées à chapiteau corinthien, au centre, un tableau de l’Assomption peint sur toile, qu’encadre les statues de saint Aubin, évêque, et de sainte Anne tenant la Vierge enfant. Les vitraux ayant été détruits lors du bombardement de juin 1944, MM. Alfred Saffray et Marcel Marie, maires, eurent la tâche d’en faire poser de nouveaux, en complément des dommages de guerre attribués en 1955, de généreux donateurs de la commune participèrent pour avoir de beaux vitraux avec des personnages, des bancs neufs furent installés en 1963 sur un plancher en chêne.
- Dans le cimetière : la grande croix a été érigée en 1872 par le curé Jean-François Barbenchon (curé de la paroisse de 1828 à 1869) sous laquelle il fit construire son caveau.
- Le monument aux morts en granit gris a été élevé en 1921, à la mémoire des soldats de la commune tombés lors des guerres, dix-huit noms y sont inscrits pour 1914-1918, et cinq pour 1939-1945, dont trois victimes civiles.
- Croix de chemin dite croix Eury (XVIe siècle). Placée au croisement de petits chemins de campagne, entre la Paillière et la Mérannière, elle fut édifiée en souvenir de trois frères et prêtres de Précorbin de la famille Eury, Thomas († 1556), Robert († 1577) et Denis Eury († 1598), et a été restaurée en 2004.
- Calvaire. Situé sur un terrain donné par M. de Grandval, la croix qui se trouvait dans le cimetière y fut implantée en 1872.

Pour mémoire
- Manoir seigneurial de Précorbin détruit en 1944. On distinguait le Grand et le Petit Manoir[7].